# Rough Night
Rough Night är en amerikansk komedifilm från 2017 regisserad av Lucia Aniello. Manus är skrivet av Aniello och Paul W. Downs. I rollerna syns bland andra Scarlett Johansson, Kate McKinnon, Ilana Glazer och Zoë Kravitz.
Filmen hade världspremiär på bio 15 juni 2017 och Sverigepremiär 16 juni samma år.

## Handling
Fem college-vänner förenas efter 10 år för en vild möhippa i Miami. Deras hårda festande tar en våldsamt underhållande vändning när de råkar döda en manlig strippa. Under tiden de försöker klara upp situationen tar deras kväll ytterligare några oväntade vändningar.

## Rollista
| Scarlett Johansson | – Jess              |
| Kate McKinnon      | – Pippa             |
| Jillian Bell       | – Alice             |
| Ilana Glazer       | – Frankie           |
| Zoë Kravitz        | – Blair             |
| Paul W. Downs      | – Peter             |
| Demi Moore         | – Lea               |
| Ty Burrell         | – Pietro            |
| Colton Haynes      | – Officer Scotty    |
| Hasan Minhaj       | – Joe               |
| Dean Winters       | – Detective Frazier |
| Ryan Cooper        | – Jay               |
| Enrique Murciano   | – Detective Ruiz    |
| Karan Soni         | – Raviv             |
| Bo Burnham         | – Tobey             |
| Eric Andre         | – Jake              |
| Karan Soni         | – Raviv             |

## Produktion
På grund av Lucia Aniellos framgång med Broad City, var filmen föremål för en intensiv anbudsstrid, vilket Sony Pictures Entertainment tillkännagavs som vinnaren i juni 2015. Aniello har hänvisat till filmen som "en komisk version av Människor emellan".
I december 2015 rollbesattes Scarlett Johansson i filmen för att spela huvudrollen. I april 2016 rollbesattes Zoë Kravitz i filmen, resten av huvudrollerna tillkännagavs nästa månad.
Filmen fick ursprungligen titeln Rock That Body men döptes om till Rough Night, möjligen på grund av upphovsrättsproblem.